# Cerkvenjak
Cerkvenjak (IPA: [ʦɛrkvɛnˈjaːk]) város és község neve Szlovénia Podravska régiójában.
A városi templom Szent Antalnak van szentelve, és egyben a Sveti Anton v Slovenskih goricah plébánia székhelye. A templomot 1546-ban építették egy korábbi epület helyén.